# Mister International
Mister International é um concurso de beleza masculino internacional, realizado anualmente com a presença de mais trinta países. O título existe desde 1998, quando a organização tinha à frente a empresa têxtil indiana Graviera. Desde então, o comando do concurso passou de mãos em outras duas ocasiões: por Alan Sim, presidente da Mister International Organization com sede em Singapura e após sua morte, o evento passou a ser estabelecido na Tailândia sobre a gestão de Pradit Pradinunt (desde 2022).  É conhecido por ser considerado, ao lado do Mister Mundo e Manhunt Internacional, um dos mais reconhecidos e tradicionais concursos de beleza masculina da atualidade.

## Vencedores
Abaixo encontram-se todos os vencedores do concurso:
| Ano  | Edição                                              | Campeão                                             | Vice-campeão                                        | Terceiro lugar                                      | Número de candidatos                                | Ref.                                                |
| ---- | --------------------------------------------------- | --------------------------------------------------- | --------------------------------------------------- | --------------------------------------------------- | --------------------------------------------------- | --------------------------------------------------- |
| 1998 | 1ª                                                  | Costa Rica - Mario Carballo                         | Turquia - Hasan Yalnızoğlu                          | Alemanha - Tamme Boh Tjarks                         | 23                                                  | [ 2 ]                                               |
| 1999 | 2ª                                                  | Venezuela - Nadir Nery                              | Líbano - James Ghoril                               | Índia - Abhijit Sanyal                              | 24                                                  | [ 3 ]                                               |
| 2000 | 3ª                                                  | Índia - Aryan Vaid                                  | México - Jorge Pascual                              | China - Xu Chong                                    | 25                                                  | [ 4 ]                                               |
| 2001 | 4ª                                                  | Filipinas - Alexander Aquino                        | Venezuela - Anibal Martignani                       | Holanda - Leroy Vissers                             | 36                                                  | [ 5 ]                                               |
| 2002 | 5ª                                                  | Índia - Raghu Mukherjee                             | Venezuela - Julio Mendieta                          | Grécia - Odysseus Karouis                           | 26                                                  | [ 6 ]                                               |
| 2003 | 6ª                                                  | Emirados Árabes - William Kelly                     | Índia - Rajneesh Duggal                             | Singapura - Shaun Paul Cuthbert                     | 32                                                  | [ 7 ]                                               |
| 2004 | Não houve concurso internacional em 2004 e em 2005. | Não houve concurso internacional em 2004 e em 2005. | Não houve concurso internacional em 2004 e em 2005. | Não houve concurso internacional em 2004 e em 2005. | Não houve concurso internacional em 2004 e em 2005. | Não houve concurso internacional em 2004 e em 2005. |
| 2005 | Não houve concurso internacional em 2004 e em 2005. | Não houve concurso internacional em 2004 e em 2005. | Não houve concurso internacional em 2004 e em 2005. | Não houve concurso internacional em 2004 e em 2005. | Não houve concurso internacional em 2004 e em 2005. | Não houve concurso internacional em 2004 e em 2005. |
| 2006 | 7ª                                                  | Líbano - Wissam Hanna                               | Venezuela - Javier Delgado                          | Grécia - Konstantinos Avrampos                      | 19                                                  | [ 8 ]                                               |
| 2007 | 8ª                                                  | Brasil - Alan Martini                               | Coreia do Sul - Oh Jong Sung                        | Grécia - Aristotelis Bolovinos                      | 17                                                  | [ 9 ]                                               |
| 2008 | 9ª                                                  | Vietnã - Ngô Tiến Đoàn                              | Líbano - Mohamad Chamseddine                        | China - Zhang Shuo                                  | 30                                                  | [ 10 ]                                              |
| 2009 | 10ª                                                 | Bolívia - Bruno Kettels                             | Espanha - Héctor Soría                              | Líbano - Marcelino Gebrayel                         | 29                                                  | [ 11 ]                                              |
| 2010 | 11ª                                                 | Grã-Bretanha - Ryan Terry                           | Brasil - Caio Lucius Ribeiro                        | Espanha - Luis Alberto Macías                       | 40                                                  | [ 12 ]                                              |
| 2011 | 12ª                                                 | Brasil - César Curti                                | República Checa - Martin Gardavský                  | Indonésia - Steven Yoswara                          | 33                                                  | [ 13 ]                                              |
| 2012 | 13ª                                                 | Líbano - Ali Hammoud                                | Singapura - Ron Teh                                 | Eslovênia - Marko Šobot                             | 38                                                  | [ 14 ]                                              |
| 2013 | 14ª                                                 | Venezuela - José Anmer Paredes                      | Indonésia - Albern Sultan                           | Brasil - Jhonatan Marko                             | 38                                                  | [ 15 ]                                              |
| 2014 | 15ª                                                 | Filipinas - Neil Perez                              | Líbano - Rabih El Zein                              | República Checa - Tomáš Dumbrovský                  | 29                                                  | [ 16 ]                                              |
| 2015 | 16ª                                                 | Suíça - Pedro Mendes                                | Brasil - Anderson Tomazini                          | Coreia do Sul - Sang-Jin Lee                        | 36                                                  | [ 17 ]                                              |
| 2016 | 17ª                                                 | Líbano - Paul Iskandar                              | Japão - Masaya Yamagishi                            | Itália - Vinicio Modolo                             | 35                                                  | [ 18 ]                                              |
| 2017 | 18ª                                                 | Coreia do Sul - Seung Hwan Lee                      | Colômbia - Manuel Molano                            | África do Sul - Dwayne Geldenhuis                   | 36                                                  | [ 19 ]                                              |
| 2018 | 19ª                                                 | Vietnã - Trịnh Văn Bảo                              | Venezuela - Francesco Piscitelli                    | Hong Kong - Waikin Kwan                             | 39                                                  | [ 20 ]                                              |
| 2019 | Não houve concurso nos anos de 2019, 2020 e 2021.   | Não houve concurso nos anos de 2019, 2020 e 2021.   | Não houve concurso nos anos de 2019, 2020 e 2021.   | Não houve concurso nos anos de 2019, 2020 e 2021.   | Não houve concurso nos anos de 2019, 2020 e 2021.   | Não houve concurso nos anos de 2019, 2020 e 2021.   |
| 2020 | Não houve concurso nos anos de 2019, 2020 e 2021.   | Não houve concurso nos anos de 2019, 2020 e 2021.   | Não houve concurso nos anos de 2019, 2020 e 2021.   | Não houve concurso nos anos de 2019, 2020 e 2021.   | Não houve concurso nos anos de 2019, 2020 e 2021.   | Não houve concurso nos anos de 2019, 2020 e 2021.   |
| 2021 | Não houve concurso nos anos de 2019, 2020 e 2021.   | Não houve concurso nos anos de 2019, 2020 e 2021.   | Não houve concurso nos anos de 2019, 2020 e 2021.   | Não houve concurso nos anos de 2019, 2020 e 2021.   | Não houve concurso nos anos de 2019, 2020 e 2021.   | Não houve concurso nos anos de 2019, 2020 e 2021.   |
| 2022 | 20ª                                                 | República Dominicana - Manu Franco                  | Índia - Lukanand Kshetrimayum                       | Venezuela - Orangel Dirinot                         | 35                                                  | [ 21 ]                                              |
| 2023 | 21ª                                                 | Tailândia - Kim Goodburn                            | Venezuela - William Badell                          | Brasil - Edward Ogunniya                            | 36                                                  | [ 22 ]                                              |

### Galeria dos vencedores

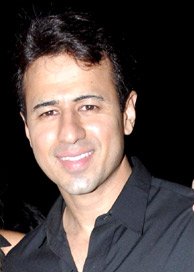
Mister International 2000,  Aryan Vaid
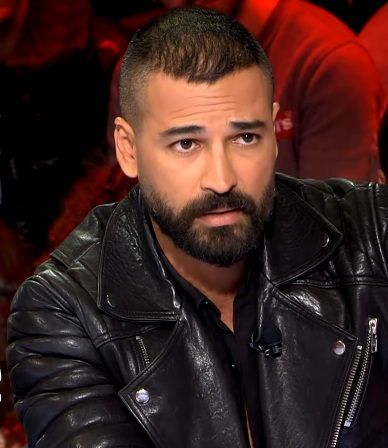
Mister International 2006,  Wissam Hanna

## Conquistas

### Por país
| País                 | Vitórias         |
| -------------------- | ---------------- |
| Líbano               | 2006, 2012, 2016 |
| Vietnã               | 2008, 2018       |
| Filipinas            | 2001, 2014       |
| Venezuela            | 1999, 2013       |
| Brasil               | 2007, 2011       |
| Índia                | 2000, 2002       |
| Tailândia            | 2023             |
| República Dominicana | 2022             |
| Coreia do Sul        | 2017             |
| Suíça                | 2015             |
| Grã Bretanha         | 2010             |
| Bolívia              | 2009             |
| Emirados Árabes      | 2003             |
| Costa Rica           | 1998             |

### Por continente
Por não ter habitantes, a Antártida não é considerada:
| Qtd. | Continente | Última vitória |
| ---- | ---------- | -------------- |
| 12   | Ásia       | (2023)         |
| 7    | Américas   | (2022)         |
| 2    | Europa     | (2015)         |
| 0    | África     |                |
| 0    | Oceania    |                |